# 萨勒德巴伯济约
萨勒德巴伯济约（法語：Salles-de-Barbezieux，法語發音：[sal də baʁbəzjø]，意为“巴伯济约的萨勒”）是法国夏朗德省的一个市镇，位于该省西南部，属于干邑区。

## 地理
萨勒德巴伯济约（45°27'4"N, 0°7'50"W）面积9.85 平方千米，位于法国新阿基坦大区夏朗德省，该省份为法国西部内陆省份，北起德塞夫勒省和维埃纳省，东临上维埃纳省，东南至多尔多涅省，南至多爾多涅省，西接滨海夏朗德省。
与萨勒德巴伯济约接壤的市镇（或旧市镇、城区）包括：巴伯济约-圣伊莱尔、沙利尼亚克、孔代翁、雷尼亚克、圣博内。

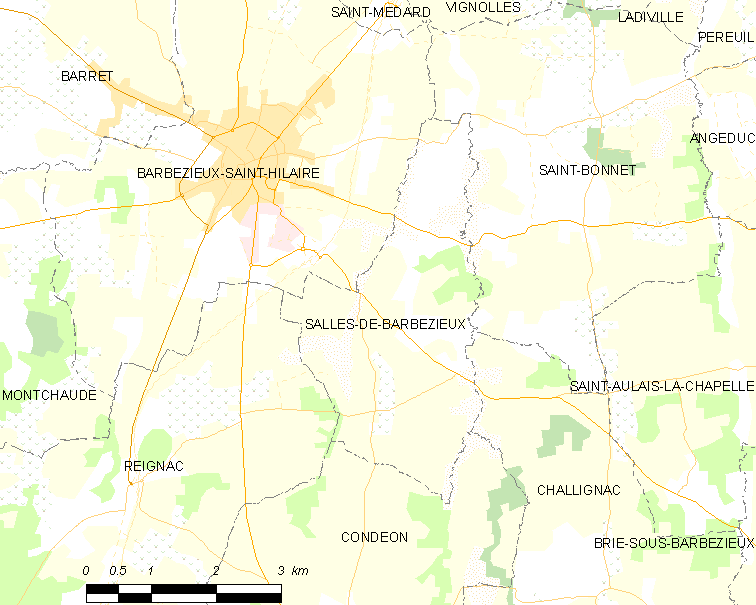
萨勒德巴伯济约的OSM定位图

萨勒德巴伯济约的时区为UTC+01:00、UTC+02:00（夏令时）。

## 行政
萨勒德巴伯济约的邮政编码为16300，INSEE市镇编码为16360。

## 政治
萨勒德巴伯济约所属的省级选区为夏朗德南县。

## 人口

1962-2008年间萨勒德巴伯济约人口变化图示

萨勒德巴伯济约于2022年1月1日时的人口数量为400人。